# Рокленд (округ Браун, Вісконсин)
Рокленд (англ. Rockland) — місто (англ. town) в США, в окрузі Браун штату Вісконсин. Населення — 1775 осіб (2020).

## Демографія
Згідно з переписом 2010 року, у місті мешкали 1734 особи в 595 домогосподарствах у складі 515 родин. Було 622 помешкання
Расовий склад населення:
| - 97,6 % — білих - 0,7 % — чорних або афроамериканців - 0,6 % — азіатів - 0,2 % — корінних американців |

До двох чи більше рас належало 0,5 %. Частка іспаномовних становила 1,5 % від усіх жителів.
За віковим діапазоном населення розподілялося таким чином: 28,1 % — особи молодші 18 років, 64,6 % — особи у віці 18—64 років, 7,3 % — особи у віці 65 років та старші. Медіана віку мешканця становила 40,8 року. На 100 осіб жіночої статі у місті припадало 99,8 чоловіків;  на 100 жінок у віці від 18 років та старших — 105,6 чоловіків також старших 18 років.
Середній дохід на одне домашнє господарство  становив 116 373 долари США (медіана — 91 000), а середній дохід на одну сім'ю — 125 239 доларів (медіана — 102 292). Медіана доходів становила 60 720 доларів для чоловіків та 53 482 долари для жінок. За межею бідності перебувало 5,0 % осіб, у тому числі 6,3 % дітей у віці до 18 років та 6,5 % осіб у віці 65 років та старших.
Цивільне працевлаштоване населення становило 1076 осіб. Основні галузі зайнятості: освіта, охорона здоров'я та соціальна допомога — 21,0 %, виробництво — 20,7 %, науковці, спеціалісти, менеджери — 10,7 %, роздрібна торгівля — 9,1 %.